# Contea di Irwin
La contea di Irwin (in inglese Irwin County) è una contea dello Stato della Georgia, negli Stati Uniti. La popolazione al censimento del 2000 era di 9 931 abitanti. Il capoluogo di contea è Ocilla.